# Bunuri mobile din domeniul arheologie clasate în patrimoniul cultural național al României aflate în județul Maramureș
Acestă listă conține bunurile mobile din domeniul arheologie clasate în Patrimoniul cultural național al României aflate la momentul clasării în județul Maramureș.

## Tezaur
| Foto | Informații generale | Detalii tehnice                                                                                        | Descriere                                                                                            | Deținător                                                     | Legături |
| ---- | ------------------- | --- | --- | ------------------------------------------------------------- | -------- |
|      | Mărgea              | Descoperit: jud. MARAMUREȘ, com. Lăpuș, Podanc, Turnul 26 Dimensiuni: y= -81, x= -17. Material: sticlă | Fragment de mărgea de sticlă, formă inelară, de culoare albastră, perforată central.                 | Muzeul Județean de Istorie și Arheologie Maramureș, Baia Mare | Cimec    |
|      | Mărgea              | Descoperit: jud. MARAMUREȘ, com. LĂPUȘ, LĂPUȘ, Podanc, Tumulul 26                                      | Fragment de mărgea de sticlă, formă inelară, de culoare albastră, perforată central.                 | Muzeul Județean de Istorie și Arheologie Maramureș, Baia Mare | Cimec    |
|      | Mărgea              | Descoperit: jud. MARAMUREȘ, com. LĂPUȘ, LĂPUȘ, Podanc, Tumulul 26 Material: sticlă                     | Mărgea de sticlă fragmentară, două fragmente, formă inelară, de culoare albastră, perforată central. | Muzeul Județean de Istorie și Arheologie Maramureș, Baia Mare | Cimec    |